# Macromeracis elongata
Macromeracis elongata är en tvåvingeart som beskrevs av Aubertin 1930. Macromeracis elongata ingår i släktet Macromeracis och familjen vapenflugor. Inga underarter finns listade i Catalogue of Life.